# Edward de Bruce

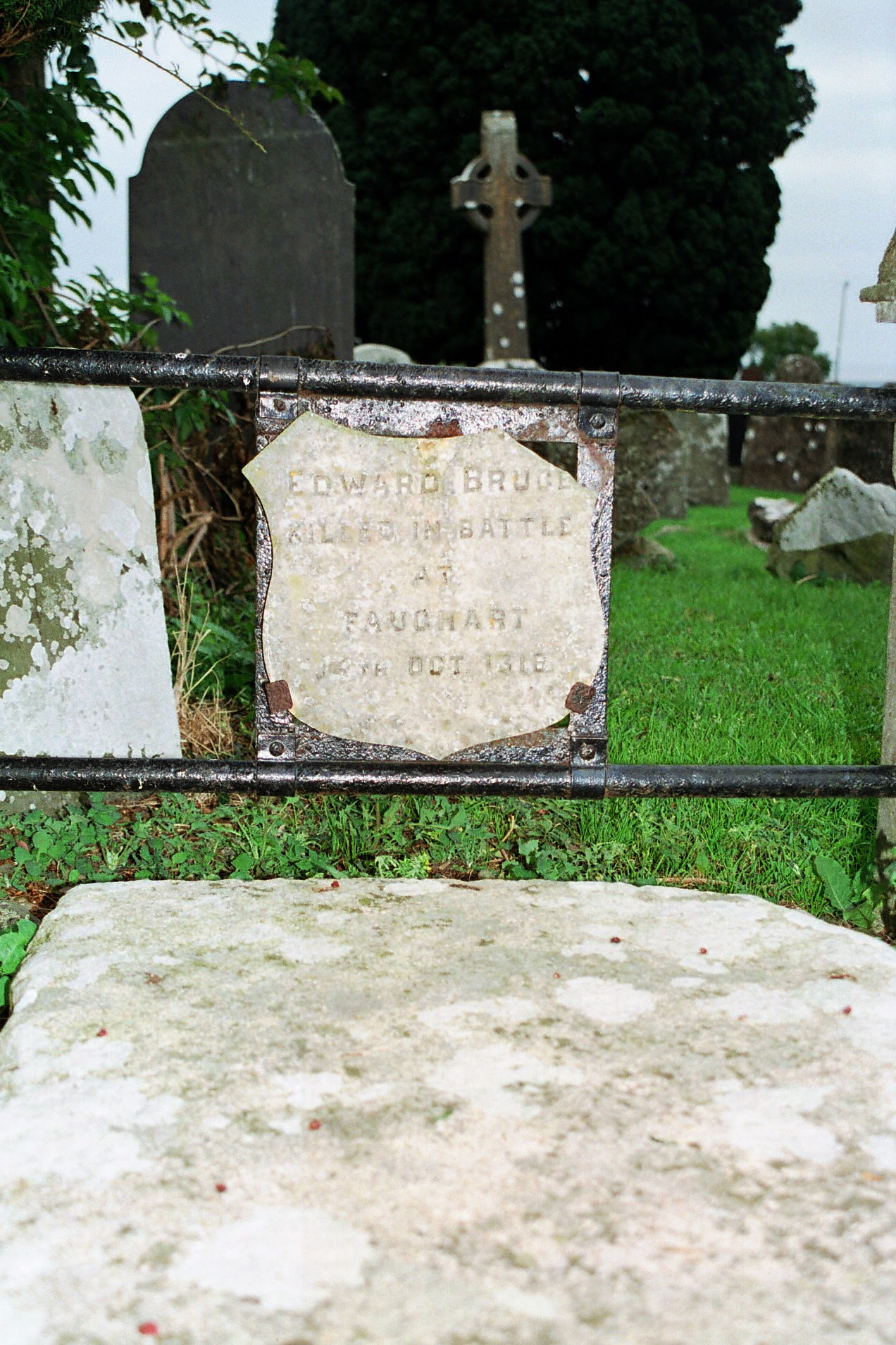

Edward de Bruce, śr. gael. Edubard a Briuis, gael. szk. Eideard a. Iomhair Bruis, norm. Edward de Brus (ur. ok. 1280 w Writtle, zm. 14 października 1318 w Faughart) – król Irlandii w 1316–1318.
Był synem Roberta V (1243–1304), pana (lorda) Annandale i Małgorzaty (†1292), hrabiny Carrick. W 1313–1314 wspomagał brata Roberta I, króla Szkocji, w walce z Anglią. W 1313 zdobył 13 warowni położonych w Galloway. Wiosną tego roku, na polecenie starszego brata, obległ zamek w Stirling. Zniecierpliwiony obroną warowni, 24 czerwca 1314 uzyskał od jej komendanta poddanie się Szkotom. W 1315 Domnall O'Neill wezwał króla szkockiego do obrony Irlandii przed najazdem angielskim, obiecując mu przekazanie korony. Robert przyjął wezwanie, zrzekając się praw do Irlandii na rzecz młodszego brata, Edwarda. W 1316 opanował on Ulster i uzyskał hołd lenny wszystkich pomniejszych królestw iryjskich oraz niektórych spośród władców anglo-normandzkich. Pomimo że Edwardowi nie udało się opanować Dublina, już w maju 1316 koronował się na króla Irlandii. Kontynuował walkę w celu umocnienia swojej władzy, pokonując znaczne siły pod dowództwem Rogera Mortimera. Od 1318 jego wojska odnosiły szereg porażek, m.in. w decydujących bitwach pod Dublinem i Athenery. Sam Edward poległ 14 października 1318 w bitwie pod Faunghart, pokonany przez wojska angielskie pod dowództwem Johna de Birningham.

## Przodkowie
| 4. Robert IV de Brus  |  |                         |  |  |                    |
|                       |  | 2. Robert V de Brus     |  |  |                    |
| 5. Izabela de Clare   |  |                         |  |  |                    |
|                       |  |                         |  |  | 1. Edward de Bruce |
| 6. Neil of Carrick    |  |                         |  |  |                    |
|                       |  | 3. Małgorzata z Carrick |  |  |                    |
| 7. Małgorzata Steward |  |                         |  |  |                    |
|                       |  |                         |  |  |                    |